# Зарандж (аэропорт)
Зарандж (ИАТА: ZAJ, ИКАО: OAZJ) — аэропорт в афганском городе Зарандж, расположенном около границы с Ираном. Обслуживает население провинции Нимроз. Наряду с гражданскими рейсами, принимает военные и полицейские. Имеется одна ВПП. Её длина составляет 2500 м, покрытие — гравий.

## Направления
Авиакомпания East Horizon Airlines осуществляет регулярные рейсы в Кабул и Герат. Также аэропорт используется для чартерных рейсов — военных и гражданских.

## Инциденты
В самом аэропорту инцидентов не происходило, однако 18 июня 1989 года летевший из Кабула Ан-26 совершил аварийную посадку из-за возникших проблем, при этом 6 человек погибли. Согласно некоторым источникам, афганский гражданский самолёт был захвачен.